# Leucania mimica
Leucania mimica är en fjärilsart som beskrevs av John Kern Strecker 1899. Leucania mimica ingår i släktet Leucania och familjen nattflyn. Inga underarter finns listade i Catalogue of Life.